# Cartes de joc

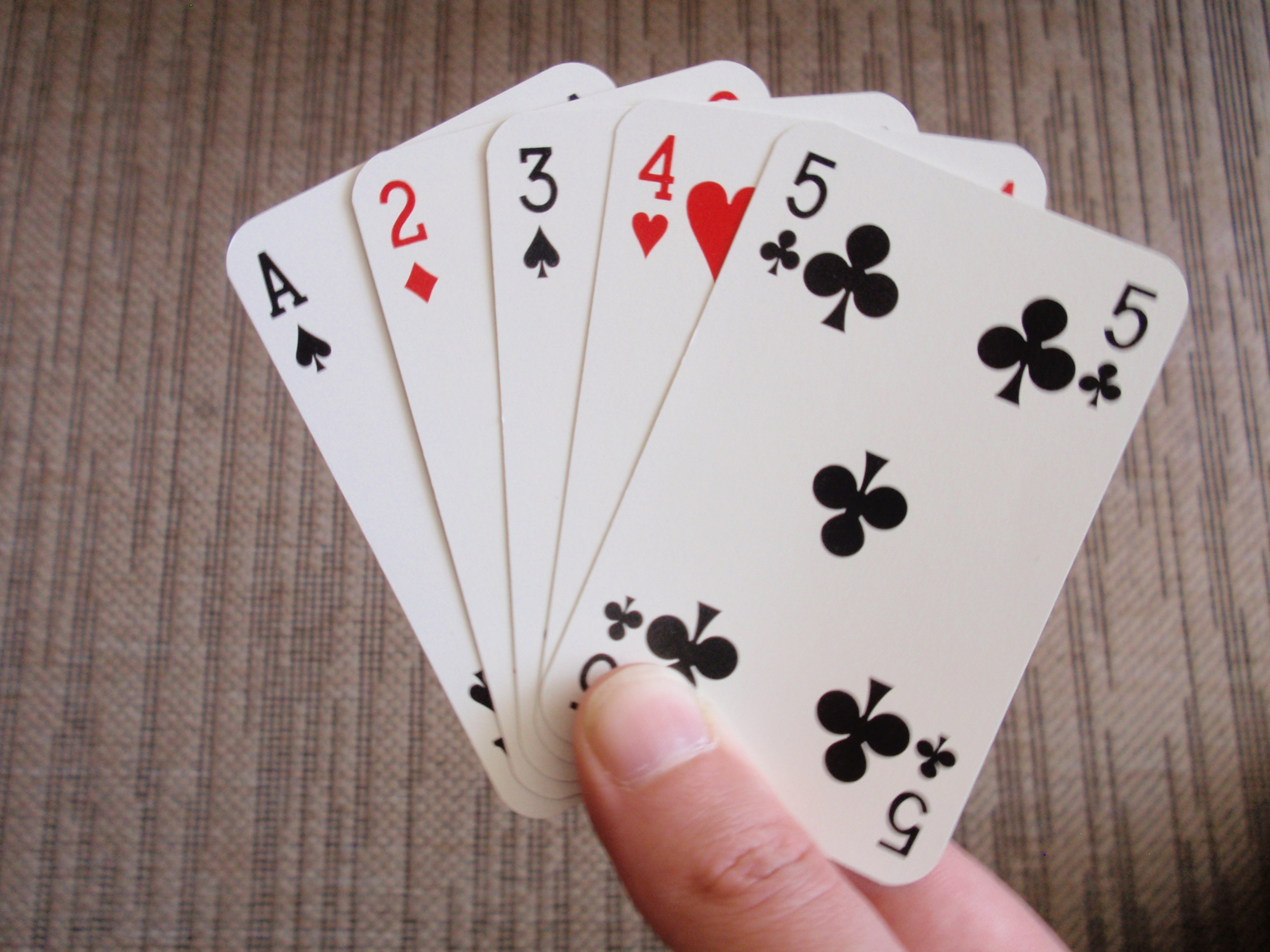
Una mà de cartes (format francès)

Una carta de joc és un tros de cartolina especialment preparat, paper gruixut, cartó fi, paper recobert de plàstic, barreja de cotó i paper o plàstic prim que està marcat amb motius distintius. Sovint, la part davantera (cara) i posterior de cada targeta té un acabat per facilitar el maneig. S'utilitzen més habitualment per jugar a jocs de cartes, i també s'utilitzen en trucs de màgia, floritures, llançament de cartes, i cases de cartes; També es poden col·leccionar cartes. [4] Alguns patrons de cartes del Tarot també s'usen per a l'endevinació, encara que les cartes modificades per a aquest ús són més habituals. Les cartes de joc solen ser de la mida de la palma per a un maneig còmode, i normalment es venen juntes en un conjunt com a baralla de cartes o paquet de cartes.
El tipus de cartes més comú és el que es troba en el paquet estàndard de 52 cartes de baralla francesa, del qual el disseny més comú és el patró anglès,  seguit del patró belga-genovès. No obstant això, molts països utilitzen altres tipus de cartes tradicionals, inclosos els alemanys, italians, espanyols i suïssos. Les cartes de tarot (també conegudes localment com Tarocks o tarocchi) són un antic gènere de cartes que encara és molt popular a França, Europa central i oriental i Itàlia. Àsia també té targetes regionals com la hanafuda japonesa. El revers de la targeta sovint està cobert amb un patró que dificultarà als jugadors mirar a través del material translúcid per llegir les cartes d'altres persones.
Les cartes de joc estan disponibles en una gran varietat d'estils, ja que les baralles es poden produir a mida per als casinos i els mags (de vegades en forma de baralles de trucs), fetes com a articles promocionals, o destinats com a records, obres artístiques, eines educatives, o accessoris de marca. També es recullen baralles de cartes o fins i tot cartes individuals com a hobby o per valor monetari. També es poden produir targetes per a jocs de cromos o jocs de cartes col·leccionables, que poden incloure centenars si no milers de cartes úniques, o com a complements per a jocs de taula.

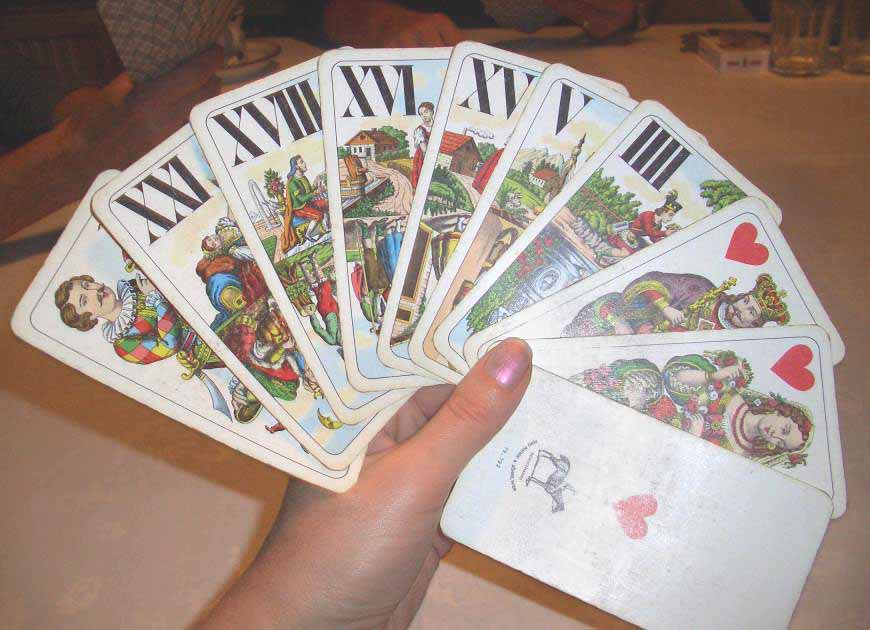
Una mà de cartes de Tarot (patró austríac)

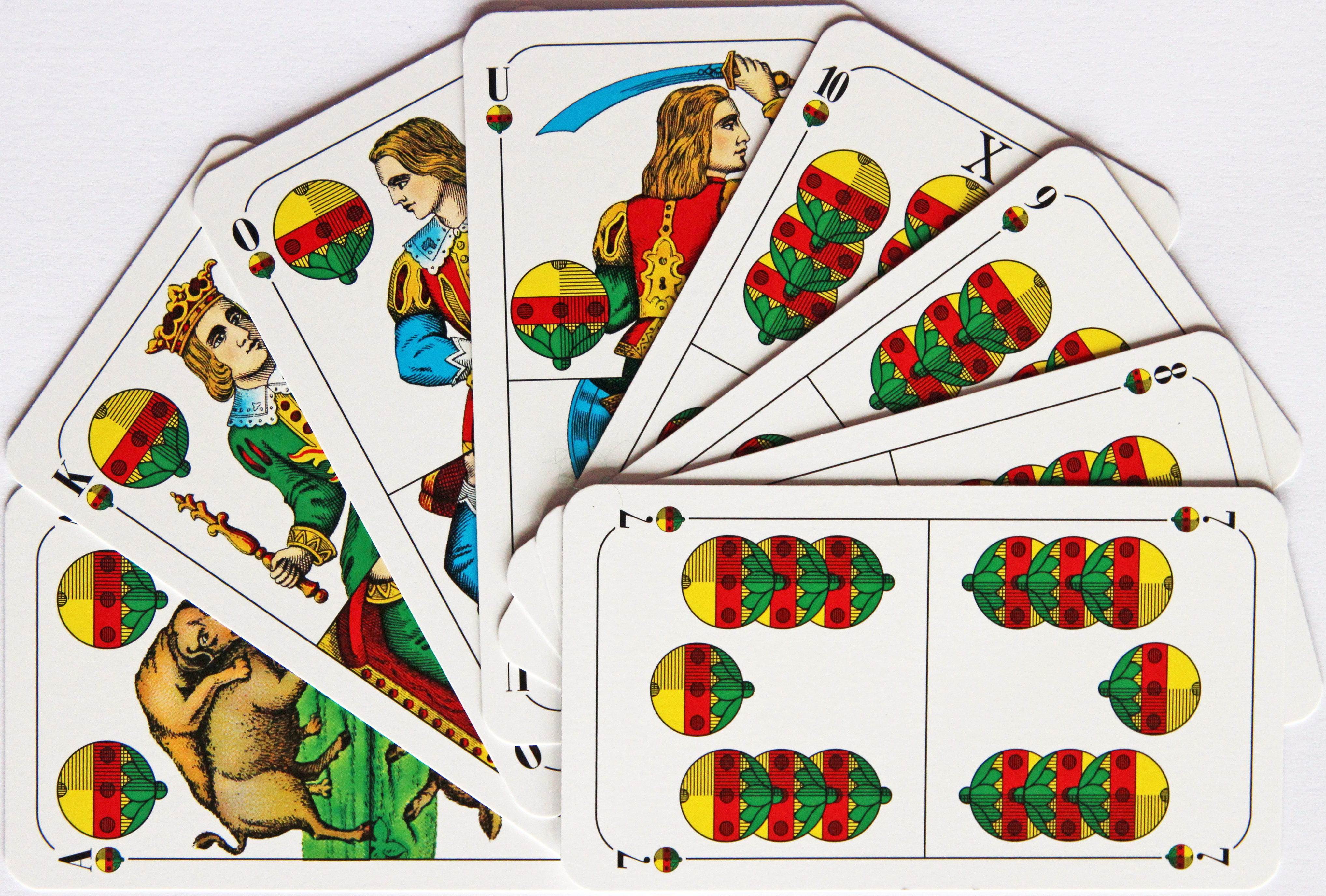
El disseny d'una baralla amb patrons bavaresos

## Història

### Xina

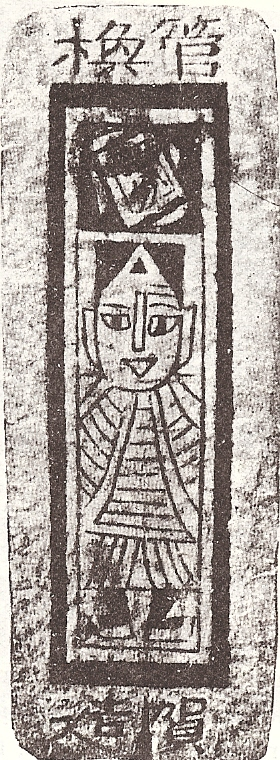
Una carta de joc impresa xinesa datada c. 1400 dC, dinastia Ming, trobada prop de Turpan, que mesura 9,5 per 3,5 cm

Les cartes de joc poden haver estat inventades durant la dinastia Tang al voltant del segle IX dC com a resultat de l'ús de la tecnologia d'impressió en xilografia. El text més antic conegut que conté una possible referència als jocs de cartes és un text del segle IX conegut com a Col·lecció de miscel·lània de Duyang, escrit per l'escriptor de la dinastia Tang Su E. Descriu la princesa Tongchang, filla de l'emperador Yizong de Tang, jugant al "joc de la fulla" l'any 868 amb membres del clan Wei, la família del marit de la princesa. El primer llibre conegut sobre el "joc de la fulla" es deia Yezi Gexi i està suposadament escrit per una dona Tang. Va rebre comentaris d'escriptors de dinasties posteriors. L'erudit de la dinastia Song (960–1279) Ouyang Xiu (1007–1072) afirma que el "joc de la fulla" existia almenys des de mitjan dinastia Tang i va associar la seva invenció amb el desenvolupament de fulls impresos com a mitjà d'escriptura. No obstant això, Ouyang també afirma que les "fulles" eren pàgines d'un llibre utilitzades en un joc de taula jugat amb daus, i que les regles del joc es van perdre el 1067.
Altres jocs que giraven al voltant de la beguda alcohòlica implicaven l'ús de cartes a partir de la dinastia Tang en endavant. No obstant això, aquestes targetes no contenien pals ni números. En canvi, es van imprimir amb instruccions o decomisos per a qui els dibuixava.
La primera instància datada d'un joc amb cartes es va produir el 17 de juliol de 1294 quan "Yan Sengzhu i Zheng Pig-Dog van ser atrapats jugant a cartes [zhi pai] i que els blocs de fusta per imprimir-les havien estat confiscats, juntament amb nou de les cartes emprades."
William Henry Wilkinson suggereix que les primeres cartes podrien haver estat paper moneda real que s'usava tant com a eines de joc com en apostes per a les quals es jugava, similar als jocs de cromos. L'ús de paper moneda era inconvenient i arriscat, de manera que es van substituir per diners de joc coneguts com "targetes de diners". Un dels primers jocs en què coneixem les regles és madiao, un joc de trucs, que data de la dinastia Ming (1368–1644). L'erudit del segle XV Lu Rong va descriure que es juga amb 38 "cartes de diners" dividides en quatre jocs: 9 en monedes, 9 en cadenes de monedes (que poden haver estat malinterpretades com a pals de dibuixos), 9 en miríades (de monedes o de cordes), i 11 en desenes de miríades (una miríada és 10.000). Els dos últims vestits tenien caràcters de marge d'aigua en lloc de marques amb xinès per marcar el seu rang i vestit. El joc de monedes està en ordre invers, sent 9 de monedes el més baix, fins a 1 de monedes com a carta més alta.

### Pèrsia i Aràbia
Malgrat la gran varietat de patrons, els vestits mostren una estructura uniforme. Cada pal conté dotze cartes amb les dues primeres que solen ser les cartes de la cort del rei i el visir i les deu inferiors són cartes de pip. La meitat dels patges utilitzen la classificació inversa per a les seves cartes de pip. Hi ha molts motius per als pips del vestit, però alguns inclouen monedes, maces, gerres i espases que s'assemblen posteriors als vestits mamelucs i llatins. Michael Dummett va especular que les cartes mameluques podrien haver descendit d'una baralla anterior que consistia en 48 cartes dividides en quatre pals cadascun amb deu cartes de pip i dues cartes de cort.

### Egipte

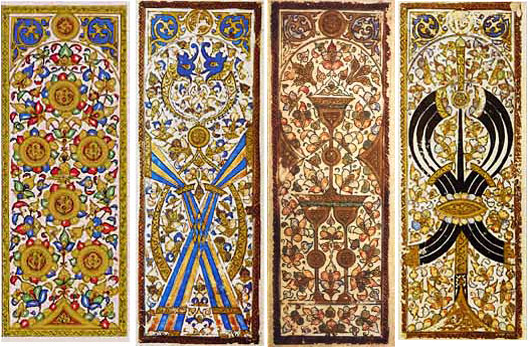
Quatre cartes mameluques.

Al segle xi, les cartes s'estaven estenent per tot el continent asiàtic i més tard van arribar a Egipte. Les cartes supervivents més antigues del món són quatre fragments trobats a la Col·lecció Keir i un al Museu Benaki. Estan datats als segles XII i XIII (últims períodes del fatimita, aiúbida i primers períodes del mameluc).
Leo Aryeh Mayer va descobrir un paquet gairebé complet de cartes del mameluc del segle XV i d'aspecte similar als fragments anteriors al Palau de Topkapı, Istanbul, l'any 1939. No és un conjunt complet i en realitat es compon de tres paquets diferents, probablement per substituir les cartes que falten. El paquet Topkapı contenia originalment 52 cartes que comprenien quatre patges: pals de polo, monedes, espases i copes. Cada pal contenia deu cartes de pip i tres cartes de la cort, anomenades malik (rei), nā'ib malik (virrei o rei adjunt) i thānī nā'ib (segon o rang inferior) El thānī nā'ib és un títol inexistent, per la qual cosa pot ser que no ho fos en les versions més antigues; sense aquest rang, els vestits mamelucs serien estructuralment el mateix que un vestit Ganjifa. De fet, la paraula "Kanjifah" apareix en àrab al rei de les espases i encara s'utilitza a algunes parts de l'Orient Mitjà per descriure les cartes modernes. La influència de més a l'est pot explicar per què els mamelucs, la majoria dels quals eren kipchaks turcs de l'Àsia central, van anomenar les seves tasses tuman, que significa miriada (10.000) en turc, mongol i jurchen. Wilkinson va postular que les tasses podrien haver estat derivades de la inversió de l'ideograma xinès i jurchen per "miríada", 万, que es va pronunciar com a "home" en xinès mitjà.
Les cartes de la cort mameluca mostraven dissenys abstractes o cal·ligrafies que no representaven persones possiblement a causa de l'proscripció religiosa en l'Islam sunnita, encara que sí que portaven els rangs de les cartes. Nā'ib seria manllevat en francès ('nahipi), italià ('naibi) i espanyol (naipes), aquesta darrera paraula encara és d'ús comú. Els panells de les cartes amb dos patges mostren que tenien una classificació inversa, una característica que es troba a madiao, ganjifa i als antics jocs de cartes europeus com ombre, tarot i maw.
A Espanya es va trobar un fragment de dues fulles sense tallar de cartes d'estil morisc d'un estil similar però més senzill i datades a principis del segle XV.
L'exportació d'aquestes cartes (des del Caire, Alexandria i Damasc), va cessar després de la caiguda dels mamelucs al segle XVI. Les regles per jugar a aquests jocs es perden, però es creu que són jocs de trucs senzills sense trumfo.

### Europa i els primers canvis de disseny

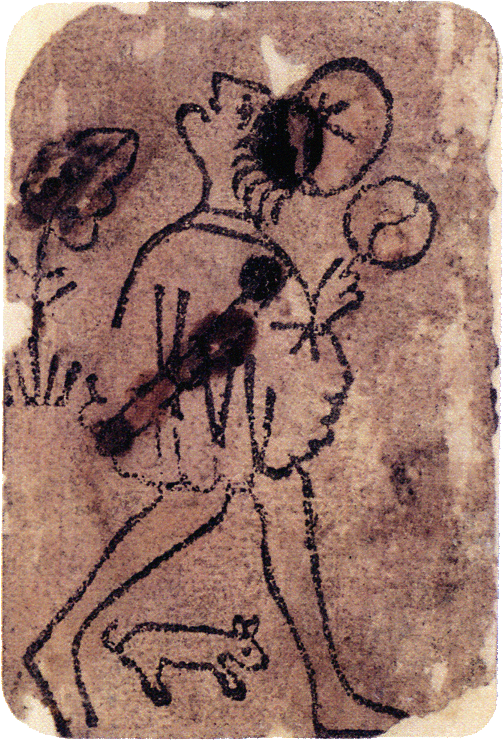
Knave of Coins la baralla europea més antiga coneguda (c. 1390–1410).

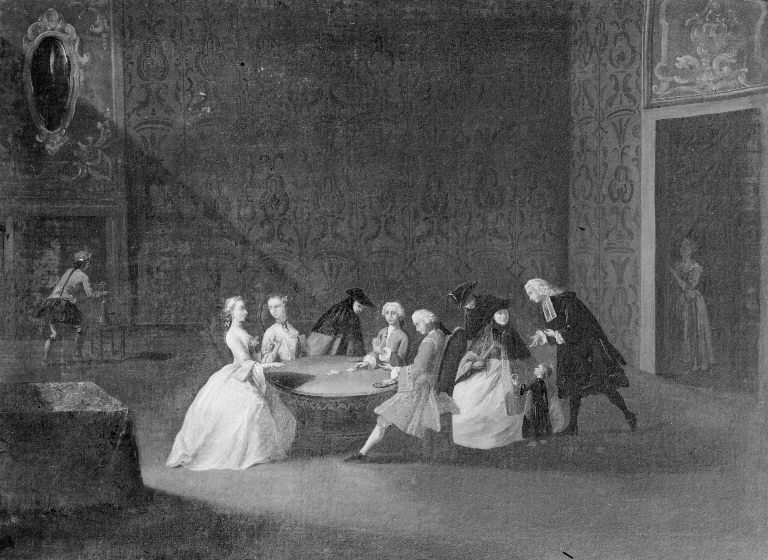
Jugadors de cartes a la Venècia del, de Pietro Longhi.

Alguns investigadors creuen que el registre més antic de jugar a cartes a Europa és una prohibició dels jocs de cartes a la ciutat de Berna l'any 1367, encara que aquesta font és qüestionable. Generalment és acceptada com a primera referència una prohibició florentina que data de 1377. També va aparèixer el 1377 el tractat de Joan de Rheinfelden, en el qual descriu jugar a les cartes i el seu significat moral. A partir d'aquest any, es produeixen més registres (normalment prohibicions) de jugar a cartes, com la que va aparèixer per primera vegada a Anglaterra el 1413.
Entre els primers patrons de jugar a les cartes hi havia aquells probablement derivats dels símbols mamelucs de tasses, monedes, espases i pals de polo, que encara s'utilitzen en les baralles llatines tradicionals. Com que el polo era un esport obscur per als europeus aleshores, els bastons de polo es van convertir en porres o garrots. La seva presència està testimoniada a Catalunya el 1371, el 1377 a Suïssa i el 1380 en molts llocs com ara Florència i París. L'ampli ús de cartes a Europa pot, amb certa seguretat, ser traçat des del 1377 en endavant.
Als llibres de comptes de Johanna, duquessa de Brabant i Venceslau I, duc de Luxemburg, una entrada datada el 14 de maig de 1379 del receptor general de Brabant Renier Hollander diu: " Donats al senyor i a la senyora quatre peres i dos florins, per valor de vuit ovelles i mitja, per a la compra de paquets de cartes". En el seu llibre de comptes de 1392 o 1393, Charles o Charbot Poupart, tresorer de la casa de Carles VI de França, registra el pagament de la pintura de tres jocs de targetes.
Des del 1418 al 1450 aproximadament fabricants de targetes professionals a Ulm, Nuremberg i Augsburg van crear baralles impreses. Jugar a cartes, fins i tot competia amb les imatges devocionals com els usos més comuns de les xilografies en fusta en aquest període. La majoria de les xilografies primerenques es van pintar després de la impressió, ja sigui a mà o, a partir del 1450 aproximadament, amb estergits. Aquests jocs de cartes del segle XV probablement estaven pintats. La Baralla de caçadors flamenca, custodiada pel Metropolitan Museum of Art, és el conjunt complet més antic de cartes de joc normal fetes a Europa des del segle XV.
A mesura que les cartes es van estendre des d'Itàlia als països germànics, els símbols llatins van ser substituïts pels símbols de fulles (o escuts), cors (o roses), campanes i glans, i una combinació d'imatges i noms d'ornaments llatins i germànics va donar com a resultat el francès. Dibuixos de trèvols, diamants, cors i piques es troben cap al 1480. El trèfle (trèvol) probablement es va derivar de l'aglà i la pica de la fulla dels símbols alemanys. Els noms pique i spade, però, poden haver derivat de l'espasa (spade) dels símbols italians. A Anglaterra, finalment es van utilitzar els símbols francesos, encara que els primers paquets que circulaven poden haver tingut símbols llatins. Això pot explicar per què els anglesos van anomenar els trèvols "maces" i les piques "piques".
A finals del segle xiv, els europeus van canviar les cartes de la cort mameluca per representar la reialesa i els assistents europeus. En una descripció de 1377, les primeres corts eren originalment un "rei assegut", un mariscal superior que mantenia el símbol del seu vestit cap amunt, i un mariscal inferior que el mantenia premut. Les dues últimes corresponen a l'ober i unter que es troben a Cartes de joc alemanyes i suïsses. Els italians i els ibers van substituir el sistema Ober/Unter pel de rei i sota abans de 1390, potser per fer que les cartes es distingeixin més visualment. A Anglaterra, la carta de la cort més baixa es deia "Knave o crave", que originalment significava nen masculí (compareu amb l'alemany Knabe), així que en aquest context el personatge podria representar el "príncep", fill del rei i la reina; el significat servidor es va desenvolupar més tard. La reina va aparèixer esporàdicament en paquets ja el 1377, especialment a Alemanya. Encara que els alemanys van abandonar la reina abans del 1500, els francesos la van recollir definitivament i la van posar sota el rei. Els paquets de 56 cartes que contenien a cada pal un rei, una reina, un cavaller i un bribà o sota (com en el tarot) eren habituals al segle XV.
L'any 1628, el Mistery of Makers of Playing Cards de la City de Londres (ara la Worshipful Company of Makers of Playing Cards) es va incorporar sota una carta reial per Carles I; la Companyia va rebre l'estat de lliurament de la Cort of Aldermen de la Ciutat de Londres el 1792. L'empresa encara existeix avui en dia, havent ampliat els seus rangs de membres per incloure "fabricants de cartes... col·leccionistes de cartes, distribuïdors, jugadors de bridge, [i] mags".
A mitjans del segle xvi, els comerciants portuguesos van introduir les cartes al Japó. La primera baralla japonesa indígena va ser la Tenshō karuta que porta el nom del Tenshō període.

### Canvis posteriors de disseny

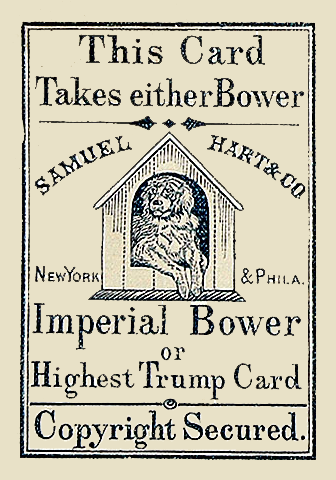
Imperial Bower, el primer comodí, de Samuel Hart, c. 1863. Dissenyat originalment per utilitzar-lo en una variant específica de euchre, conté instruccions per a jugadors desconeguts.

Els paquets amb índexs de cantonada (és a dir, el valor de la targeta imprès a les cantonades de la targeta) permetien als jugadors mantenir les seves cartes juntes en un ventall amb una mà (en lloc de les dues mans emprades anteriorment). El primer paquet d'aquest tipus conegut amb vestits llatins va ser imprès per Infirerra i datat el 1693, però aquesta característica només s'usava habitualment des de finals del segle xviii. La primera baralla (francesa) de fabricació nord-americana amb aquesta innovació va ser la Saladee's Patent, impresa per Samuel Hart el 1864. El 1870, ell i els seus cosins de Lawrence & Cohen van seguir amb les Squeezers, les primeres cartes amb índexs que van tenir una gran difusió.

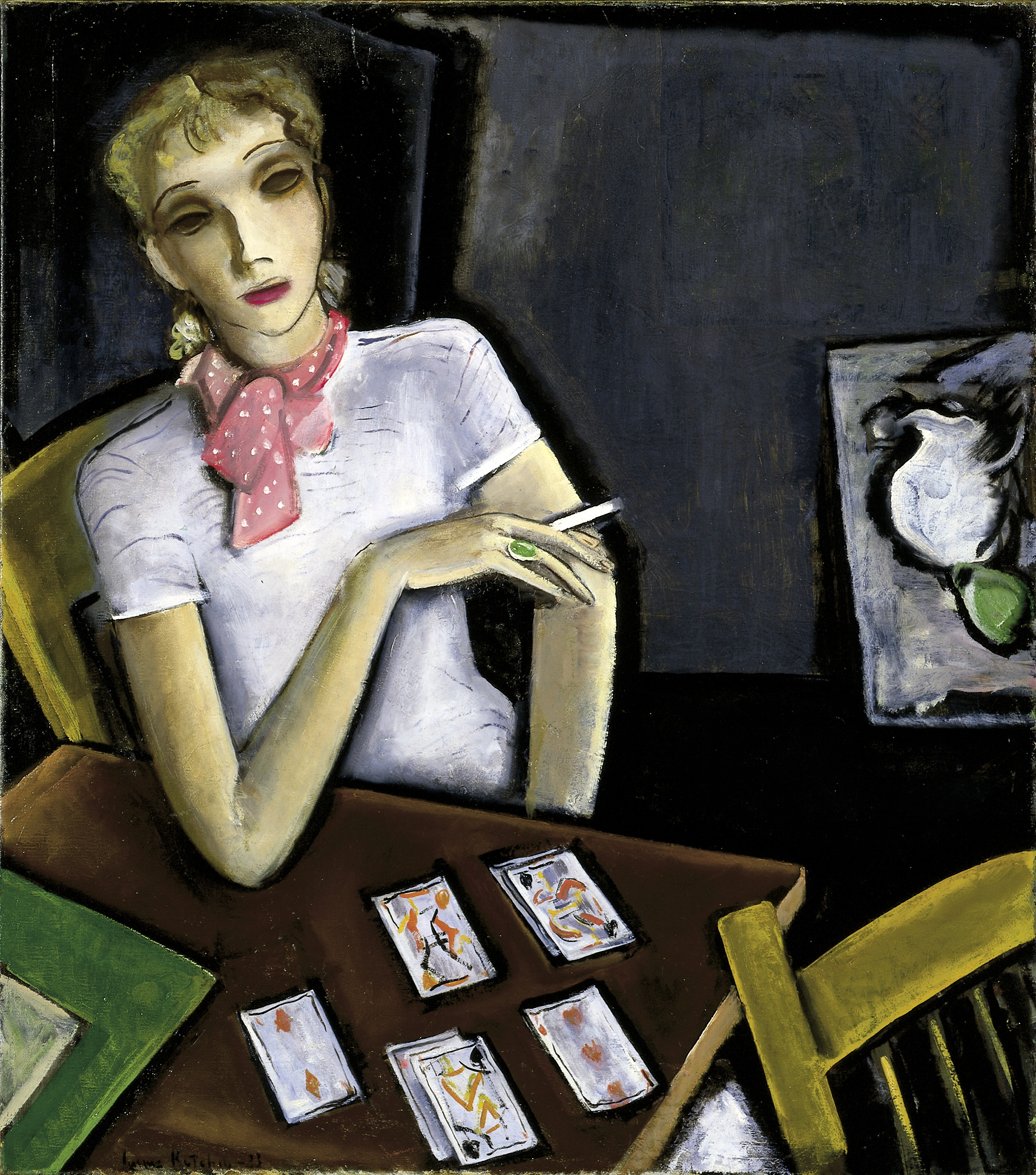
Girl with Cards de Lucius Kutchin, 1933, Smithsonian American Art Museum

Això va ser seguit per la innovació de les cartes reversibles. Aquest invent s'atribueix a un fabricant de cartes francès d'Agen l'any 1745. Però el govern francès, que controlava el disseny de les cartes, va prohibir la impressió de cartes amb aquesta innovació. A l'Europa central (cartes Trappola) i a Itàlia (cartes de Tarot Bolonyès) la innovació es va adoptar durant la segona meitat del segle xviii. A Gran Bretanya, el paquet amb cartes de cort reversibles va ser patentat el 1799 per Edmund Ludlow i Ann Wilcox. El paquet francès amb aquest disseny va ser imprès cap al 1802 per Thomas Wheeler.
Les cantonades afilades es desgasten més ràpidament i possiblement podrien revelar el valor de la targeta, de manera que es van substituir per cantonades arrodonides. Abans de mitjans del segle xix, els jugadors britànics, nord-americans i francesos preferien les esquenes en blanc. La necessitat d'amagar el desgast i de desanimar l'escriptura a la part posterior de les cartes fa que es comencin a posar-hi dissenys, imatges, fotos o publicitat al revers.
Els Estats Units van introduir el joker o comodí a la baralla. Va ser ideat per al joc de l'euchre, que es va estendre d'Europa a Amèrica començant poc després de la Guerra de la Independència dels Estats Units. A l' euchre, la carta de triomf més alta és el Jack de l'atout, anomenat bower dret (de l'alemany Bauer); el segon trumfo més alt, el bower esquerre, és la presa del vestit del mateix color que els trumfos. El joker o comodí es va inventar c. 1860 com a tercer triomf, l'imperial, que ocupava un lloc més alt que els altres dos bowers. Es creu que el nom de la targeta deriva de juker, una variant del nom d'euchre. La referència més antiga a un joker que funciona com comodí data de 1875 amb una variació de pòquer.

### Recerca
La Biblioteca de llibres i manuscrits rars de la Columbia University conté la col·lecció de cartes Albert Field, un arxiu de més de 6.000 baralles individuals de més de 50 països i que data de la dècada de 1550. El 2018 la universitat va digitalitzar més de 100 de les seves baralles.
Des del 2017, la Universitat de Vanderbilt ha albergat la George Clulow and United States Playing Card Co. Gaming Collection de 1.000 volums, que s'ha anomenat com una de les "col·leccions més completes i erudites [de llibres sobre cartes i jocs] que s'ha reunit mai".

## Formats de coberta moderns
| Baralla de cartes alemanya             | Cors   | Campanes | Glans   | Fulles  |
| Baralla de cartes francesa             | Cors   | Fiselles | Trèvols | Piques  |
| Baralla de cartes italiana (trevisana) | Tasses | Monedes  | Bastons | Espases |
| Baralla de cartes espanyola            | Tasses | Monedes  | Bastons | Espases |
| Baralla de cartes suïssa               | Roses  | Campanes | Glans   | Escuts  |

Les cartes contemporànies s'agrupen en tres grans categories segons els símbols que utilitzen: francès, llatí i germànic. Els símbols llatins es fan servir en els formats espanyol i italià (estretament relacionats). Els símbols suís-alemanys són prou diferents com per merèixer la seva subcategoria. Excloent els comodins i els trumfos del tarot, la baralla francesa de 52 cartes conserva el nombre de cartes de la baralla mameluca original, mentre que les baralles llatines i germàniques tenen una mitjana de menys. Les baralles llatines solen deixar caure les cartes de valor més alt, mentre que les baralles germàniques deixen caure les de menys valor.
Dins dels símbols, hi ha variacions regionals o nacionals anomenades "patrons estàndard". Com que aquests patrons es troben en el domini públic, això permet que diversos fabricants de targetes els tornin a crear. Les diferències de patrons es troben més fàcilment a les cartes de cara, però el nombre de cartes per baralla, l'ús d'índexs numèrics o fins i tot diferències menors de forma i disposició dels pips poden ser utilitzats per distingir-los. Alguns patrons han existit des de fa centenars d'anys. Els comodins no formen part de cap patró, ja que són una invenció relativament recent i no tenen cap aspecte estandarditzat, de manera que cada editor sol posar la seva pròpia il·lustració de marca registrada a les seves baralles. L'àmplia variació de comodins els ha convertit en articles de col·lecció. Qualsevol carta que porti el segell amb els drets d'enregistrament com l'as de piques a Anglaterra, l'as de maces a França o l'as d'oros a Itàlia també són col·leccionables, ja que és on se sol col·locar el logotip del fabricant.
Normalment, les cartes tenen índexs impresos a les cantonades superior esquerra i inferior dreta. Tot i que aquest disseny no restringeix com els jugadors tenen les seves cartes a la mà, alguns jugadors amb biaix contra els esquerrans poden preferir agafar les seves cartes en la direcció oposada. Existeixen alguns dissenys amb índexs a les quatre cantonades.

### Baralla francesa de cartes

52 cartes franceses amb comodins

Les cobertes franceses tenen una varietat de patrons i mides de coberta. La baralla estàndard de 52 cartes és la baralla més popular i inclou 13 rangs de cada pal amb cartes reversibles de "cort" o de cara. Cada pal inclou un as, que representa un únic símbol del seu pal, un rei, una reina i una sota, cadascun representat amb un símbol del seu pal; i va del dos al deu, amb cada carta que representa el nombre de pics del seu pal. A més d'aquestes 52 cartes, els paquets comercials solen incloure entre un i sis comodins, encara que la majoria de vegades n'hi ha dos.
Les baralles amb menys de 52 cartes es coneixen com a baralles descobertes. El paquet de cartes descobertes té els valors del 2 al 6 de cada pal eliminat, per a un total de 32 cartes. És popular a França, els Països Baixos, Europa central i Rússia i s'usa per a jugar a piquet, belote, bezique i skat. També s'usa al joc de Sri Lanka conegut com omi. Els packs francesos de quaranta cartes són habituals al nord-oest d'Itàlia; aquests eliminen els 8 i els 10 com les baralles llatines. També es venen a Àustria i Baviera baralles de 24 cartes, eliminant del 2 al 8 per jugar a schnapsen.
Una baralla de pinacle] consta de dues còpies d'una baralla de schnapsen de 24 cartes, per tant, 48 cartes.
Les 78 cartes del Tarot Nouveau afegeixen la carta de cavaller entre dames i preses juntament amb 21 trumfos numerats i la carta del Boig sense numerar.

## Fabricació

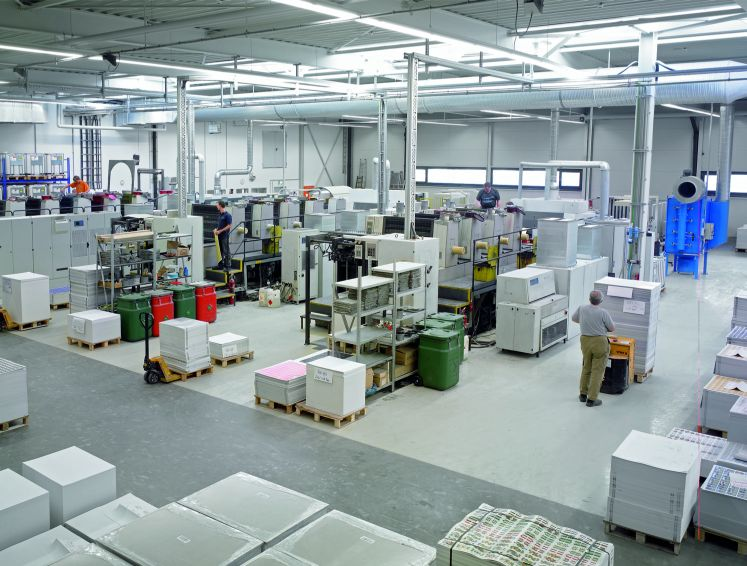
La fàbrica de cartes de la Spielkartenfabrik Altenburg a Altenburg, Alemanya, juny de 2013.

Avui el procés de fabricació de cartes està molt automatitzat. Els fulls grans de paper s'enganxen junts per crear un full de cartolina; la cola pot ser negra o tenyida d'un altre color fosc per augmentar l'opacitat de la cartolina. Alguns fabricants de targetes poden comprar cartró de diversos proveïdors; grans empreses com USPCC creen el seu propi material. Després de gravar les imatges desitjades en plaques d'impressió, el disseny s'imprimeix a cada costat de la làmina de cartó, que està recoberta amb un acabat texturat o llis, de vegades anomenat vernís o recobriment de pintura. Aquests recobriments poden ser a base d'aigua o dissolvents, i es poden aconseguir diferents textures i efectes visuals afegint determinats tints o làmines, o utilitzant múltiples processos de vernís.
A continuació, el tauler es divideix en fulls sense tallar individuals, que es tallen en cartes individuals i es classifiquen en baralles. A continuació, les cantonades s'arrodonien i després s'envasen les cobertes., generalment en caixes embolicades amb cel·lofana. La caixa d'encaix pot tenir un segell d'autentificació aplicat.
Els fabricants de cartes han de prestar especial atenció al registre d'impressió de les cartes, ja que les cartes no simètriques es poden utilitzar per fer trampes.

## Disseny i ús no estàndard

### Casinos
Les corporacions d'apostes solen tenir cartes fetes específicament per als seus casinos. Com que els casinos utilitzen un gran nombre de baralles cada dia, de vegades poden revendre aquestes cartes usades al casino. Les cartes venudes al públic es modifiquen, ja sigui tallant les cantonades de la baralla o fent un forat a la baralla, per evitar que aquestes cartes es facin servir al casino per fer trampes.

### Recollida

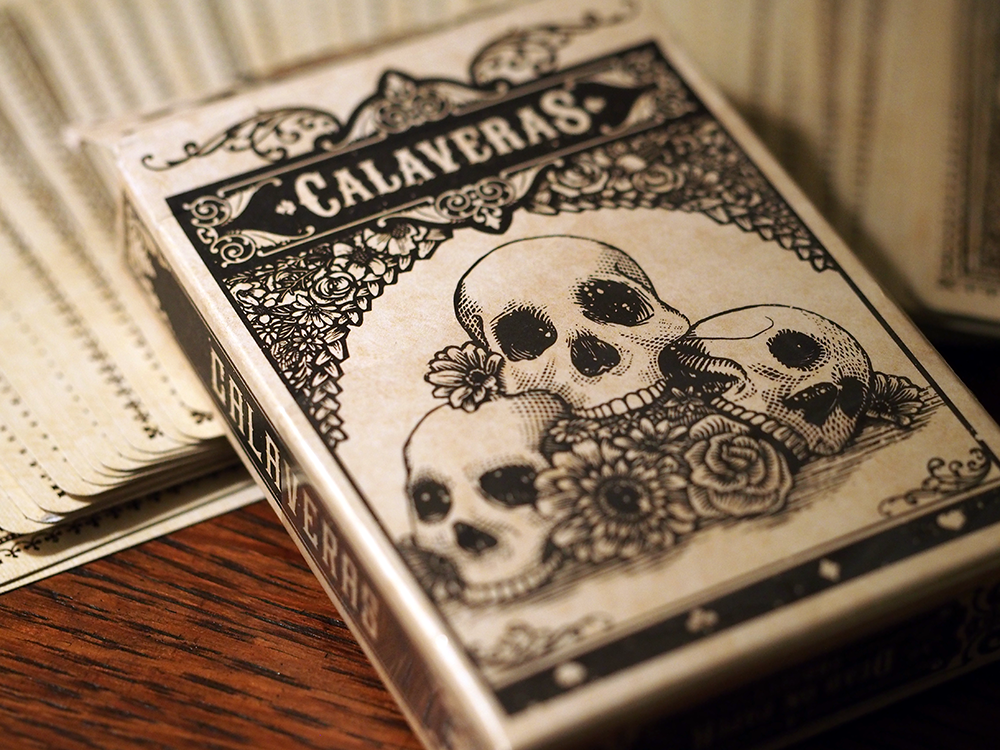
Una baralla de cartes dissenyades a mida.

A causa de la llarga història i la gran varietat de dissenys, les cartes de joc també són articles de col·leccionisme. Segons el Guinness World Records, la col·lecció de cartes més gran consta d'11.087 baralles i és propietat de Liu Fuchang de la Xina. També es recullen cartes individuals, com ara la col·lecció de rècord mundial de 8.520 Jokers diferents que pertanyen a l'italià Tony De Santis.

### Dissenys personalitzats i obres d'art
Es poden produir cartes personalitzades per a una infinitat de finalitats. A tot el món, tant particulars com grans empreses, com ara United States Playing Card Company (USPCC), dissenyen i publiquen molts estils diferents de baralles, inclòs baralles commemoratives i baralles de records. Els dissenys atrevits i acolorits solen ser utilitzat per a les cobertes de cartes usades en les floritures, mentre que, de manera més general, les cartes de joc (així com les cartes del tarot) poden centrar-se en el valor artístic. La producció de maquetes personalitzades es finança habitualment en plataformes com Kickstarter, amb empreses que ofereixen serveis d'impressió de targetes al públic.
El 1976, la JPL Gallery de Londres va encarregar una baralla de cartes a una varietat d'artistes britànics contemporanis com Maggie Hambling, Patrick Heron, David Hockney, Howard Hodgkin, John Hoyland i Allen Jones anomenats "La baralla de cartes". Quaranta anys més tard, el 2016, el British Council va encarregar una plataforma similar anomenada "Taash ke Patte" amb artistes de l'Índia com Bhuri Bai, Shilpa Gupta, Krishen Khanna, Ram Rahman, Gulam Mohammed Sheikh, Arpita Singh i Thukral & Tagra.